# Aleksander Mägi
Aleksander Mägi (* 22. Dezember 1896jul. / 3. Januar 1897greg. in Raadna, Gouvernement Estland; † 30. November 1956) war ein estnischer Fußballspieler.

## Karriere
Aleksander Mägi begann seine Fußballkarriere bei Sirius Tallinn. Ab 1928 spielte er sechs Jahre lang für die Fußballmannschaft des SK Tallinna Sport, mit der er viermal die Estnische Fußballmeisterschaft gewinnen konnte.
Für die Estnische Fußballnationalmannschaft spielte Mägi zwischen 1929 und 1934 in vier Länderspielen, darunter ein Spiel während des Baltic Cup 1929, den er mit seiner Mannschaft gewann.

## Familie
Aleksander Mägi wurde als Sohn von Joosep Mägi (1857–1938) und seiner Frau Ann Mägi (geb. Jõggi 1869–1919) in Raadna geboren. Er war eines von drei Kindern. Er war mit Elisa-Betti Mägi (geb. Kask 1898–ca. 1960) verheiratet und hatte einen Sohn.

## Erfolge
- Baltic Cup: 1929
- Estnischer Meister: 1929, 1931, 1932, 1933